# Хеммингштедт
Хеммингштедт (нем. Hemmingstedt) — община в Германии, в земле Шлезвиг-Гольштейн.
Входит в состав района Дитмаршен. Подчиняется управлению КЛьГ Хайде-Ланд. Население составляет 2901 человек (на 31 декабря 2010 года). Занимает площадь 26,54 км².
Коммуна подразделяется на 6 сельских округов.
Коммуна известна битвой, произошедшей 17 февраля 1500 года, в которой у деревни Хеммингштедт крестьяне области Дитмаршен победили превышающие силы датского короля Иоганна Ольденбурга и его брата князя Фридриха Гольштинского. Битва подтвердила фактическую независимость крестьянской республики Дитмаршен на следующие 59 лет и сейчас считается наиболее значимым историческим событием этого региона.

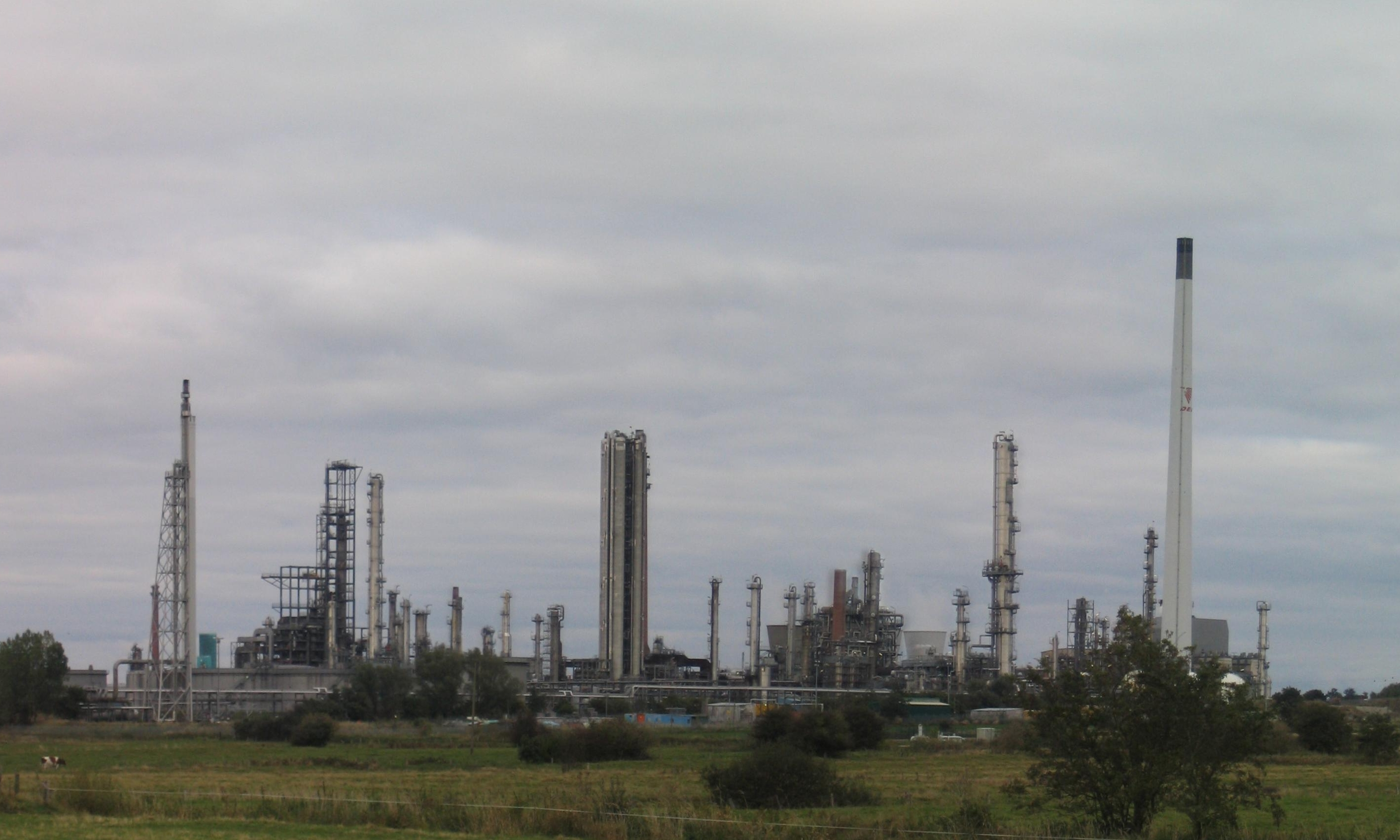
Хеммингштедт